# Retapamulină
Retapamulina este un antibiotic din clasa pleuromutilinelor (primul din această clasă care a fost aprobat pentru uz uman), fiind utilizat în tratamentul impetigo. Este disponibil doar sub formă de unguent sub denumirile comerciale Altabax și Altargo.